# Estación Várzea Nova
La estación Várzea Nova es una de las estaciones del Sistema de Trenes Urbanos de João Pessoa, situada en Santa Rita, entre la Santa Rita y la estación Bayeux.
Fue inaugurada en 1883 y atiende al Centro de Santa Rita.